# Xylophanes columbiana
Xylophanes columbiana là một loài bướm đêm thuộc họ Sphingidae. Nó được tìm thấy ở Colombia.
Chiều dài cánh trước khoảng 32 mm. Nó giống với Xylophanes elara.
Cá thể trưởng thành có lẽ mọc cánh quanh năm.
Ấu trùng có thể ăn các loài Rubiaceae và Malvaceae.